# بخش کروک کریک، شهرستان هوستون، مینه سوتا
بخش کروک کریک (به انگلیسی: Crooked Creek Township) یک منطقهٔ مسکونی در ایالات متحده آمریکا است که در شهرستان هیوستون، مینه‌سوتا واقع شده‌است.
 بخش کروک کریک ۸۷٫۶ کیلومتر مربع مساحت و ۳۲۳ نفر جمعیت دارد و ۳۲۷ متر بالاتر از سطح دریا واقع شده‌است.